# Economia e infraestruturas de Granada (Espanha)

## Economia
Nota: Alguns dos dados podem estar muito desfasados da realidade atual à data em que o texto foi escrito (2012), devido a serem anteriores à crise económica que começou em 2008, que diminui a atividade económica e laboral, provocando o encerramento de muitas empresas e aumento do desemprego.

No início de 2011 um relatório da Fundação Cajas de Ahorro classificava a província de Granada como a província espanhola que mais divergia negativamente do índice de convergência da União Europeia dos países da Zona Euro, um indicador que mede a riqueza das regiões, estando 28,7 pontos abaixo da média. Em 2010, a média dos rendimentos  declarados para impostos pelos residentes no município foi de 21 627,5 euros.
Em 2008 existiam no município 24 966 empresas, em geral de pequena dimensão, pois 22 665 delas tinham nos seus quadros menos de cinco trabalhadores, 1 672 tinham entre 6 e 19 trabalhadores e apenas 62 tinham mais de 20.
No período entre 1996 e 2007, a taxa de desemprego foi inferior a 6%, mas com a crise económica desencadeada em 2008 o número de desempregados não tem parado de aumentar, cifrando-se m 15,5% em 2012 (15,6% para os homens, 15,5% para as mulheres, 8,3% entre os 16 e 24 anos de idade, 19,5% entre os 25 a 49 anos e 12,2% entre os 50 e 64 anos).
Agricultura
A área usada para agricultura era, em 2007, de 2 116 hectares, ou seja 24% da área total. Pouco mais de metade daquela área (1 182 ha]]) produziam era usado para culturas herbáceas, sendo os restantes 934 ha usados para árvores. As duas principais produções foram o milho e o olival. A área de regadio era, no mesmo ano, de 654 ha (31% do total), distribuídos em 539 ha (82%) para herbáceas e 115 ha para árvores (18%). Em 2012 estavam registados 394 tratores.
Indústria
A atividade industrial concentra-se num número reduzido de empresas com baixa intensidade tecnológica, ligadas sobretudo à agricultura da zona, com destaque para a indústria agroalimentar (óleos e laticínios), onde se destacam empresas como a Puleva, Dhul e Cervezas Alhambra, ou ainda empresas de fabrico de produtos metálicos ou de madeira. As áreas industriais no município são escassas devido à dimensão das zonas industriais existentes nos municípios limítrofes e na área metropolitana, que provocam uma forte deslocalização industrial regional.
Construção e imobiliário
O setor da construção civil teve grande importância na economia local, estando registada em 2008 1 430 empresas. Algumas delas figuravam entre as empresas imobiliárias e de construção mais importantes da Andaluzia, como a Inmobiliaria Osunae a Construcciones Ávila Rojas). Desde 2008 que o setor atravessa uma profunda crise em consequência da explosão da bolha imobiliária em Espanha, o que levou a que muitas empresas encerrassem ou se encontrem em graves dificuldades.
Comércio
A atividade comercial tem um lugar destacado na economia local, tanto da cidade como de toda a província. Em 2009 estavam registadas 244 delegações bancárias e 47 cooperativas de crédito, 732 empresas de comércio grossista e 6 727 empresas de comércio retalhista, 2 grandes armazéns, 4 hipermercados, 137 supermercados e 2 427 bares e restarurantes.
Turismo
Granada recebe um grande número de turistas, tanto nacionais espanhóis como estrangeiros, graças ao seu extenso património artístico-monumental, cultural e etnológico. Entre os eventos que atraem mais visitantes destacam-se as Festas da Primaveras, das quais fazem parte a Semana Santa e o Corpus Christi. O turismo desportivo é igualmente importante, em consequência da existência de uma importante estação de esqui em Pradollano, no município vizinho de Monachil, na Serra Nevada.
O monumento mais visitado de Espanha é a Alhambra e as suas vizinhanças. Os bairros típicos do Albaicín e do Sacromonte também atraem numerosos turistas. Há ainda um importante fluxo de visitantes, especialmente estudantes de todos os lados da Andaluzia, que acorrem ao Parque das Ciências, inaugurado em 1995, o único do seu género na comunidade autónoma.
Granada dispõe de um centro de congressos e exposições, o Palácio de Exposições e Congressos de Granada, um espaço com uma área útil de mais de 45 000 m² organizado em sete níveis que permite a realização de atividades diferentes e simultâneas. Situa-se num área central da cidade, a 15 km do aeroporto e com bons acessos à autoestrada de circunvalação.

## Transportes e comunicações
Parque automóvel
Em Granada existiam 516 automóveis por cada mil habitantes em 2009, uma taxa superior à da província que era de 458 automóveis por cada mil habitantes. O número de camiões e furgonetas era elevado, o que indica a existência de numerosas empresas ou cooperativas de transporte de mercadorias e um trânsito assinalável destes veículos na cidade. Em 2009 estavam registados no município 191 457 veículos a motor, dos quais 122 365 era automóveis, 19 847 eram camiões e furgonetas e 49 245 eram veículos de outros tipos.
Vias de comunicação
As principais vias de comunicação que servem Granada são as seguintes:
- Autovía A-92 (Sevilha-Almeria) — liga a cidade com Múrcia e Almeria, a leste, e com Málaga e Sevilha a oeste.

- Autovía A-44 (Bailén-Motril) — também chamada Autovía da Costa Tropical e Autovía da Serra Nevada, liga com Jaén e Madrid, a norte, e com Motril, na Costa Tropical, a sul.

- N-432 (Badajoz-Granada) — liga com Jaén, Córdova e Badajoz, a noroeste.

- A-395 (Granada-Serra Nevada) — serve a zona sul da área metropolitana e liga com a Serra Nevada.

| Capitais de província da Andaluzia | Distância (km) | Outras cidades | Distância (km) | Outras cidades | Distância (km) |
| ---------------------------------- | -------------- | -------------- | -------------- | -------------- | -------------- |
| Jaén                               | 94             | Loja           | 53             | Santa Fe       | 13             |
| Málaga                             | 126            | Órgiva         | 53             | Múrcia         | 278            |
| Córdova                            | 160            | Guadix         | 55             | Madrid         | 414            |
| Almeria                            | 162            | Motril         | 63             | Valência       | 528            |
| Sevilha                            | 251            | Almuñécar      | 79             | Barcelona      | 886            |
| Cádis                              | 335            | Baza           | 96             |                |                |
| Huelva                             | 347            | Huéscar        | 146            |                |                |

### Transportes públicos
Os transportes públicos na Área metropolitana de Granada são coordenados pelo Consorcio de Transporte Metropolitano del Área de Granada, uma entidade de direito público de caráter associativo que promove a cooperação técnica e administrativa entre os seus membros. Tem património próprio, autonomia administrativa e ampla capacidade jurídica. As suas competências são a criação e gestão das infraestruturas e serviços de transporte dos municípios que fazem parte do consórcio. Os membros do consórcio são 31 ayuntamientos (governos municipais), a Junta da Andaluzia e a Deputação Provincial de Granada.
Autocarros
O serviço de transportes públicos urbanos em autocarro são explorados, mediante concessão do ayuntamiento, pela empresa Transportes Rober, desde 1962. Em 2008 a empresa usava nesse serviço uma frota de 150 autocarros, alguns deles articulados. Existiam então 29 linhas, quatro delas turísticas e duas noturnas. Em 2007 foram transportados 35 milhões de passageiros. A rede urbana pertence ao Consorcio de Transporte Metropolitano del Área de Granada.
A área metropolitana conta com uma extensa rede de linhas de autocarros suburbanos, algumas delas noturnas. Essa rede é operada por diversas empresas, sendo os serviços coordenados pelo Consorcio de Transporte Metropolitano del Área de Granada.
Metropolitano de Granada
É uma linha de metropolitano de superfície que em alguns trechos tem caraterística de elétrico e noutras de metropolitano convencional. A sua construção foi iniciada em 2008 com um investimento de 460 milhões de euros. O seu percurso atravessa toda a cidade no sentido norte-sul através do Camino de Ronda. Liga alguns dos serviços chave da cidade, como o Hospital Universitário Virgem das Neves, a  estação ferroviária  e o terminal rodoviário, o Palácio dos Desportos e o Estádio Los Cármenes.
As extremidades da linha são as localidades de Albolote e Armilla. Tem 15 km de extensão, dos quais somente 63% se encontram no município de Granada. O ayuntamiento granadino e outras entidades locais têm manifestado interesse em construir uma segunda linha mais central, através da Gran Vía, mas essa intenção ainda não se concretizou num projeto.
Transporte ferroviário
A Estação de Granada situa-se no centro da cidade. A ela chegam as linhas Moreda-Granada e Bobadilla-Granada (Linha Granada-Fuente de Piedra. A primeira tem início no município de Morelábor e a segunda no município de Antequera. Em 2012 encontrava-se em construção a linha de alta velocidade que ligará Granada com o NAFA (Nuevo Acceso Ferroviario a Andalucía) na estação de Antequera-Santa Ana.
Granada tem diversas ligações ferroviárias diárias diretas operadas pela Renfe Operadora-Larga distancia:
- O Trenhotel Gibralfaro e o comboio Arco García Lorca ligam com Albacete e Valência-Norte, Castellón, Tarragona e Barcelona-Sants

- Dois comboios Talgo Altaria ligam com Antequera-Santa Ana, Córdova-Central,  Ciudad Real e  Madrid-Atocha.

A Renfe Operadora-Media Distancia opera linhas regionais diretas para Sevilha (linha 68), Almeria (linha ), Algeciras (linha 70), Antequera (linhas 68 e 70), Ronda (linha 70), Loja (linhas 68 e 70), Guadix (linha 68) e Linares (linha 71) e Baeza (linha 71).
A reabertura da linha Guadix-Baza-Almendricos é defendida por algumas personalidades e forças sociais da província. O encerramento dessa linha em 1985 interrompeu o chamado Ferrocarril del Almanzora, que ligava Granada a Múrcia e o sudeste peninsular com o arco mediterrânico.
Transporte aéreo
O Aeroporto Federico García Lorca Granada-Jaén situa-se a cerca de 17 km a oeste do centro da cidade, entre os municípios de Chaucina e Santa Fe, e é servido pela autoestrada A-92.  Em janeiro de 2013 tinha voos regulares de e para Madrid, Barcelona, Palma de Maiorca e  Melilla.
Em meados da década de 2000 chegou a ter voos regulares internacionais regulares para diversas cidades europeias (como Londres, Liverpool, Nottingham, Milão, Paris e Roma), voos domésticos para várias cidades espanholas, além de voos sazonais para outros destinos. Depois de ter alcançado um recorde de número de passageiros em 2007 (1 467 625), o tráfego começou a diminuir significativamente, cifrando-se em 728 428 em 2012.

## Serviços públicos e abastecimento

### Infraestrutura energética
Eletricidade
Granada tem um elevado consumo de eletricidade, uma forma de energia que praticamente não produz, pelo que ela é proveniente de diversas centrais de produção muito distantes, que chegam à cidade através de linhas de alta tensão. Estas linhas são geridas em regime de monopólio em todo o território espanhol pela empresa Rede Elétrica de Espanha. A eletricidade chega em linhas de alta tensão de 400 quilovolt, uma delas proveniente da substação de El Fargue e outra das centrais elétricas de Escombreras, em Múrcia.
Há algumas décadas que a distribuição de eletricidade é realizada pela empresa Endesa. Em 2011, o consumo total de eletricidade no município foi de 922 368 kWh, dos quais 922 368 398 376 kWh corresponderam a consumo residencial. O mercado de distribuição de energia elétrica está liberalizado.
Combustíveis líquidos
O abastecimento de combustíveis derivados do petróleo a Granada e à sua zona de influência é proveniente dos depósitos da Compañía Logística de Hidrocarburos (CLH) situados no porto de Motril. O transporte do combustível desde Motril até aos postos de abastecimento é realizado por camiões-cisterna, pelo que a CLH tem contratos de serviços logísticos para a utilização das suas instalações com a maior parte dos operadores de combustíveis da província.
Gás butano e propano
A empresa Repsol-Butano tem instalações logísticas no município granadino de Peligros para cobrir a procura de gás butano e propano em toda a província de Granada. O gás chega às instalações de Peligros em vagões ferroviários procedente das refinarias e ali é realizado o enchimento de botijas. A empresa Cepsa também distribui gás butano na cidade, usando botijas mais pequenas.
Gás natural
O gás natural consumido em Granada e na sua área metropolitana é proveniente principalmente da Argélia e, em menores quantidades, das explorações existentes nas províncias de Huelva e Sevilha. è distribuído por uma rede básica de alta pressão gerida pela empresa Enagás, que por sua vez abastece as redes de distribuição aos clientes residenciais e industriais gerida pela empresa Gas Andalucía. O consumo de gás natural tem vindo a aumentar à medida que as redes de distribuição residenciais têm sido expandidas.

### Água potável
A rede de abastecimento de água potável e a depuração de águas residuais da cidade de Granada é realizada pelo ayuntamiento através da sociedade anónima Emasagra. Esta foi inicialmente constituída como sociedade anónima municipal em 1982, tendo depois alargado a sua base acionista em 1997 e 2005, convertendo-se numa sociedade anónima de capitais mistos, com a participação de empresas privadas.
A água potável de Granada tem a sua origem principalmente nas barragens de Canales e de Quéntar e, em menor escala, nas acéquias do rio Genil. São também importantes as águas subterrâneas do aquífero da Veiga de Granada, que o município pode usar somente em caso de necessidade, para as diversas culturas agrícolas.
A distribuição da água potável que passa pelas estações de tratamento é assegurada por uma rede composta por 22 setores independentes nos quais a cidade está dividida, com o objetivo de otimizar a repartição e a localização de fugas. A empresa Emasagra tema seu cargo a manutenção da rede de distribuição e de evacuação de águas, que passa também pela limpeza da rede de esgotos, reparação de tubagens e análise das águas. O tratamento das águas residuais e pluviais é levado a cabo nas duas estações de tratamento (ETAR's) existentes na cidade, que também servem outros municípios da área metropolitana: a Estação Depuradora de Los Vados e a Estação Sur-Churriana.

### Infraestruturas de saneamento
A ordenança municipal de limpeza, decoração pública e gestão de resíduos urbanos da cidade de Granada foi aprovada pelo ayuntamiento em junho de 2006 e é com ela que são regulamentadas as condições em que o município presta o serviço, as taxas que aplica, as infrações que contempla e sanções que podem ser aplicadas.
O ayuntamiento faz a recolha de resíduos sólidos urbanos, a limpeza de vias e manutenção da infraestrutura necessário para tal através da empresa Inagra. Para esse efeito, a cidade está dividida em vários setores e a empresa tem um quadro com mais de 500 empregados. A recolha de resíduos é seletiva, existindo contentores para vidro, papel, plástico e resíduos orgânicos. Os resíduos são tratados no centro de reciclagem e compostagem de Alhendín. Estas instalações especializadas no tratamento de resíduos perigosos são geridas pela Deputação de Granada através da empresa Resur, na qual participam todos os municípios da província.

### Abastecimento alimentar
O funcionamento dos mercados grossistas de Granada é regulado pelo ayuntamiento mediante um regulamento específico aprovado em 2009. A empresa gestora dos mercados centrais da cidade é a Mercagranada (Mercados Centrales de Abastecimiento de Granada), fundada em 1967. A sua área de incidência abarca toda a província, especialmente a capital e a sua área metropolitana, além de algumas localidades das províncias vizinhas de Almeria, Córdova, Jaén e Málaga.
Segundo o Anuário Económico de La Caixa de 2012, havia no município 963 pequenos comércios tradicionais de alimentação, 113 supermercados de diversas cadeias e quatro centros comerciais das empresas Carrefour, Alcampo e Hipercor.